# Christian Bartenbach
Christian Bartenbach (* 14. Mai 1930 in Innsbruck, Österreich; † 9. August 2025) war ein österreichischer Ingenieur, Unternehmer, Erfinder und Hochschullehrer. Er war Spezialist für Beleuchtungstechnik und galt als Pionier der Lichtplanung.

## Leben

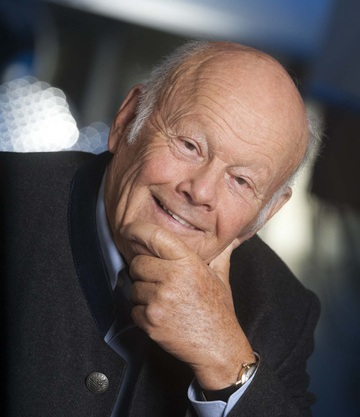
Christian Bartenbach

Bartenbach wuchs in einem technisch geprägten Elternhaus auf und besuchte die Höhere Technische Lehranstalt in Innsbruck.
1954 schloss er das Studium als Ingenieur für Elektronik und Elektrotechnik ab. Anschließend arbeitete er im Familienunternehmen „G.A. Bartenbach, Innsbruck“ und baute darin die Lichttechnische Entwicklungsabteilung auf. 1960 gründete er zusammen mit seinem Bruder Adolf Bartenbach die „Leuchtenfabrik Bartenbach Lichtsysteme GmbH“, an der er zur damaligen Zeit 50 Prozent der Anteile hatte. Neben seiner Tätigkeit als damaliger Geschäftsführer erforschte und entwickelte er Kunstlichtsysteme.
Die Begegnung mit Ivo Kohler, dem Leiter des Psychologischen Instituts der Universität Innsbruck, veranlasste ihn zum Ausbau der wissenschaftlichen Forschung innerhalb der Entwicklungsabteilung des Unternehmens, wobei er die Wahrnehmungspsychologie in die angewandte Lichtforschung einband. Ab 1964 widmete sich Christian Bartenbach ausschließlich der angewandten Lichtforschung und reduzierte seine Aktivität als Geschäftsführer. Er entwickelte die Dark-Light-Technik (Spiegelrastertechnologie), die erste blendungsfreie Beleuchtung.
1968 gründete Christian Bartenbach das Planungsbüro „Lichtplanung Christian Bartenbach“ in München, das sich ausschließlich mit dem Medium Licht in Zusammenhang mit der lichtarchitektonischen Gestaltung von Innen- und Außenräumen befasst, und verlegte seinen Wohnsitz von Innsbruck nach München. 1970 wurden die in Österreich erarbeiteten Forschungsergebnisse konsolidiert und 1975 auf das Gebiet der Beleuchtung von Großraumbüros konzentriert.
Er entwickelte die Tageslicht-Umlenktechnik und mehrere Sonnenschutzsysteme, für die in mehreren Ländern Patente erteilt wurden.
1989 schuf Josef Lackner das neue Stammhaus, das „Bartenbach LichtLabor“ in Aldrans. Dort werden im so genannten „Künstlichen Himmel“ Lichtsituationen erzeugt, wie sie an jedem beliebigen Längen- und Breitengrad auf der Welt, jahres- und tageszeitlich exakt determiniert auftreten können.
Ab 1994 befasste sich Christian Bartenbach vornehmlich mit der Tageslichtumlenkung in Innenräumen, insbesondere in Büroräumen. Mit Christian Berger entwickelte er das Cine Reflect Lighting System. 2003 gründete er die Lichtakademie Bartenbach, die ebenfalls in Aldrans situiert ist.
Seit Oktober 2013 firmiert das von Christian Bartenbach gegründete Unternehmen „Bartenbach LichtLabor“ nur mehr unter der Bezeichnung „Bartenbach GmbH“ mit seinen Divisionen: Bartenbach lighting design und Bartenbach research & development.
Die Bartenbach academy ist die heutige Bezeichnung der Lichtakademie Bartenbach.
Am 8. November 2018 wurde ihm der Österreichische Staatspreis Patent für sein Lebenswerk als außergewöhnlicher österreichischer Erfinder verliehen.

## Lehrtätigkeit
Ab 1983 lehrte Bartenbach als Honorarprofessor an der Technischen Universität München. Er lehrte außerdem an der Universität Innsbruck sowie ab 1985 an der Akademie der Bildenden Künste München und ab 1994 an der Technischen Universität Wien.

## Planungen (Auswahl)
- Universitäts- und Landesbibliothek Innsbruck
- mit Thomas Herzog: Glasdach vom Design Center Linz
- Klubhaus St. Pauli in Hamburg
- Nørreport Station in Kopenhagen
- Psychiatrische Klinik in Slagelse
- Dresdner Bank in Frankfurt am Main
- Flughafen Singapur
- Hyllie Metro Bahnhof in Malmö
- Sheikh Zayed Desert Learning Center in Abu Dhabi
- Zentralbibliothek Mönchengladbach
- Silvretta Therme Ischgl
- mit Schrammel Architekten: Stadtbibliothek Hanau
- Weingut Schloss Gobelsburg
- Zentralbibliothek Düsseldorf
- Wissenschafts- und Ingenieurkomplex der  Harvard-Universität
- Pfarrkirche St. Johann Baptist in Neu-Ulm
- Alte Reithalle der Bühne Aarau
- Congress Center Hamburg

## Publikationen
- mit Peter Bartenstein: Architektur und Tageslicht, Haus Vaucher, Amman, Zürich 1984, ISBN 3-250-10021-8.
- mit Reinhart Morscher, Hans Spindler: Bauen mit Tageslicht: Bauen mit Kunstlicht, Roland Geller Corthesy (Hrsg.), 1998, ISBN 978-3-528-08104-1
- Sechstes Symposium Innovative Lichttechnik in Gebäuden – 27. und 28. Januar 2000, Regensburg 2000, ISBN 3-934681-03-4.
- mit Wolfgang Rang: Licht ist nicht sichtbar, Licht macht sichtbar, Fachhochschule Frankfurt am Main, Frankfurt am Main 2006, ISBN 3-9808490-7-4.
- mit Walter Witting: Handbuch für Lichtgestaltung – Lichttechnische und wahrnehmungspsychologische Grundlagen, Springer Verlag, Wien 2009, ISBN 978-3-211-75779-6.
- Licht: Meine Erkenntnisse, Birkhäuser, Basel 2021, ISBN 978-3-0356-2294-2.

## Auszeichnungen
- 1989 Tiroler Landespreis für Kunst
- 1995 Verleihung des Berufstitels Professor durch den Österreichischen Bundespräsidenten
- 1995 Unternehmer des Jahres im Bereich Dienstleistung, Auszeichnung durch die Bundessektion Gewerbe und Handwerk und Trend/Österreich
- 2002 Ehrenzeichen des Landes Tirol
- 2009 Ehrendoktorat der Universität Innsbruck[6]
- 2018 Österreichischer Staatspreis Patent für sein Lebenswerk[7]